# Far from Over
Far from Over is een nummer van de Amerikaanse acteur en zanger Frank Stallone uit 1983. Het staat op de soundtrack van de film Staying Alive, waarin Frank zelf samen met zijn broer Sylvester Stallone ook meespeelt.
De tekst van "Far from Over" spreekt over de verhaallijn van de film over de strijd van een danser om het te maken in de competitieve wereld van de showbusiness en de vastberadenheid om nooit op te geven. Het nummer werd in diverse landen een hit en bereikte de 10e positie in de Amerikaanse Billboard Hot 100. In de Nederlandse Top 40 was het succesvoller met een 6e positie, en in de Vlaamse Radio 2 Top 30 had het nog meer succes met een 3e positie. Na dit nummer heeft Stallone echter nooit meer een hit weten te scoren.

## Tracklijst
- 7"

1. "Far from Over" - 3:10
2. "Waking Up" - 4:20